# Sumitomo Trust and Banking
Sumitomo Trust & Banking Co., Ltd. (яп. 住友信託銀行株式会社 Сумитомо синтаку гинко: кабусики-гайся, «Акционерная компания „Трастовый банк Сумитомо“») — японский трастовый банк. Штаб-квартира компании располагается в Осаке. Входит в кэйрэцу Sumitomo.

## История
Компания Sumitomo Trust Co., Ltd. основана в 1925 году. Компания работала под брендом Trust Business Law и специализировалась на трастовых операциях. 
В 1948 году компания изменила название на Fuji Trust & Banking Co., Ltd. и начала осуществлять обычные банковские операции. Годом позже акции компании начинают торговаться на Токийской и Осакской биржах. В 1950 году банк начинает производить валютно-обменные операции.
В 1952 году банк был снова переименован в The Sumitomo Trust & Banking Co., Ltd. Это название сохраняется и по сей день. 
В 1978 году банк начинает бизнес в Гонконге через дочернее предприятие The Sumitomo Trust Finance (Hong Kong) Ltd.
В 1984 году Sumitomo Trust and Banking запускает первый в Японии земельный траст. 
В 1985 году компания выходит на европейский рынок через дочерний банк Sumitomo Trust and Banking (Luxembourg) S.A., зарегистрированный в Люксембурге. В 1987 начинаются операции в США через Sumitomo Trust and Banking Co. (USA).
В 1989 году банк проходит процедуру листинга на Лондонской фондовой бирже.
В 2000 году запущен Sumitomo Trust Direct —— первый трастовый Интернет-банк.
В 2002 году совместно с Panasonic Corporation и другими компаниями основывается Human Resource Management & Service Consulting Co., Ltd.